# 1995-ös magyar asztalitenisz-bajnokság
Az 1995-ös magyar asztalitenisz-bajnokság a hetvennyolcadik magyar bajnokság volt. A bajnokságot március 4. és 5. között rendezték meg Budapesten, a Statisztika Marczibányi téri csarnokában.

## Eredmények
| Versenyszám  | Arany                                                                    | Arany | Ezüst                                                                | Ezüst | Bronz | Bronz |
| ------------ | ------------------------------------------------------------------------ | ----- | -------------------------------------------------------------------- | ----- | --- | ----- |
| Férfi egyéni | Harczi Zsolt Kiskunfélegyházi AC                                         |       | Németh Károly Postás SE                                              |       | Varga Zoltán LRI-Malév SCVarga Sándor Kiskunfélegyházi AC                                                                              |       |
| Női egyéni   | Tóth Krisztina Statisztika Petőfi SC                                     |       | Bátorfi Csilla FC Langweid                                           |       | Éllő Vivien Statisztika Petőfi SCKáhn Szilvia SpVgg Ludwigsburg                                                                        |       |
| Férfi páros  | Holló Zsolt, Németh Károly Postás SE                                     |       | Harczi Zsolt, Somosi Miklós Kiskunfélegyházi AC                      |       | Vitsek Iván, Simon Ferenc ASKÖ Linz , TTV Hornstein Pagonyi Róbert, Turbók Attila BVSC, TTF Bad Honnef                                 |       |
| Női páros    | Bátorfi Csilla, Tóth Krisztina FC Langweid , Statisztika Petőfi SC       |       | Fazekas Mária, Molnár Zita Statisztika Petőfi SC, Orosházi MTK       |       | Éllő Vivien, Pintér Ildikó Statisztika Petőfi SC, UTTV Pinkafeld Wirth Veronika, Káhn Szilvia Statisztika Petőfi SC, SpVgg Ludwigsburg |       |
| Vegyes páros | Somosi Miklós, Wirth Veronika Kiskunfélegyházi AC, Statisztika Petőfi SC |       | Harczi Zsolt, Éllő Vivien Kiskunfélegyházi AC, Statisztika Petőfi SC |       | Varga Zoltán, Tóth Krisztina LRI-Malév SC, Statisztika Petőfi SCVitsek Iván, Simon Nóra ASKÖ Linz , BSE                                |       |